# Strömberg (entreprise)
Pour les articles homonymes, voir Strömberg.
Oy Strömberg Ab était une entreprise de génie électrique fondée en 1889 à Helsinki en Finlande.

## Histoire
Strömberg est fondée en 1889 à Helsinki par Gottfrid Strömberg, étudiant en génie électrique à Berlin. 
En 1909, le magasin électrique de Gottfrid Strömberg, devient Ab Gottfr. Une société à responsabilité limitée appelée Ab Gottfr. Strömberg Oy.
Dans les années 1940, il construit le parc Strömberg à Vaasa.
Plus tard, le nom deviendra successivement Oy Strömberg Ab, puis Kymi-Strömberg Oy en 1983, puis en ABB Strömberg en 1988 et, ces dernières années, en unité finlandaise d'ABB.